# Pterope rubens
Pterope rubens är en tvåvingeart som beskrevs av Munro 1957. Pterope rubens ingår i släktet Pterope och familjen borrflugor.
Artens utbredningsområde är Uganda. Inga underarter finns listade i Catalogue of Life.